# ひげなしゴゲジャバル
「ひげなしゴゲジャバル」は、日本の楽曲。作詞、作曲は菊池之枝、編曲は一ノ瀬義孝。1974年6月 - 7月に放送されたNHK『みんなのうた』ではペギー葉山が歌唱を行った。

## 概要
NHK『あなたのメロディー』1973年度入賞曲。離れ村を舞台に、村人に慕われている「ゴゲジャバル」という名の野良猫が、ある日村の少年にヒゲを切られた事から大騒ぎとなり、最後は村人全員で神様にお祈りをすることになった出来事を描いた楽曲である。
1974年6月 - 7月にNHK『みんなのうた』で放送された。
ペギー葉山版の音源は、キングレコードから発売されたLP『NHKみんなのうたより Vol. 11』（SKM-2204）に収録された。
『NHKみんなのうたDVD-BOX』のDISC.5に収録された。

## 補足
テレビでの本放送時に行われた本楽曲の曲名表示は、通常の表示部を使わずに、映像の冒頭で「ひげなしゴゲジャバル」と書かれた青い幕が開き、楽曲のイントロの演奏中に作詞・作曲・編曲名のテロップで表示する演出を用いていた。
この演出を用いた映像は当初テレビでの再放送でも使われたが、後に廃止され、1980年代以降は通常の曲名の表示のあとに楽曲の放送する形式に変更された。1999年の再放送までは、曲名表示中にイントロが流れ始めてから映像が切り替わるようになっていたが、2013年の再放送以降は曲名表示後に曲が流れ始め、冒頭の映像をスローに編集している。

## カバー
- 真理ヨシコ、河添美智子、コロムビアゆりかご会 - 日本コロムビア版カバー（シングル、EK-545。B面「こびとのカーニバル」）。